# Jukkasjärvi kyrka

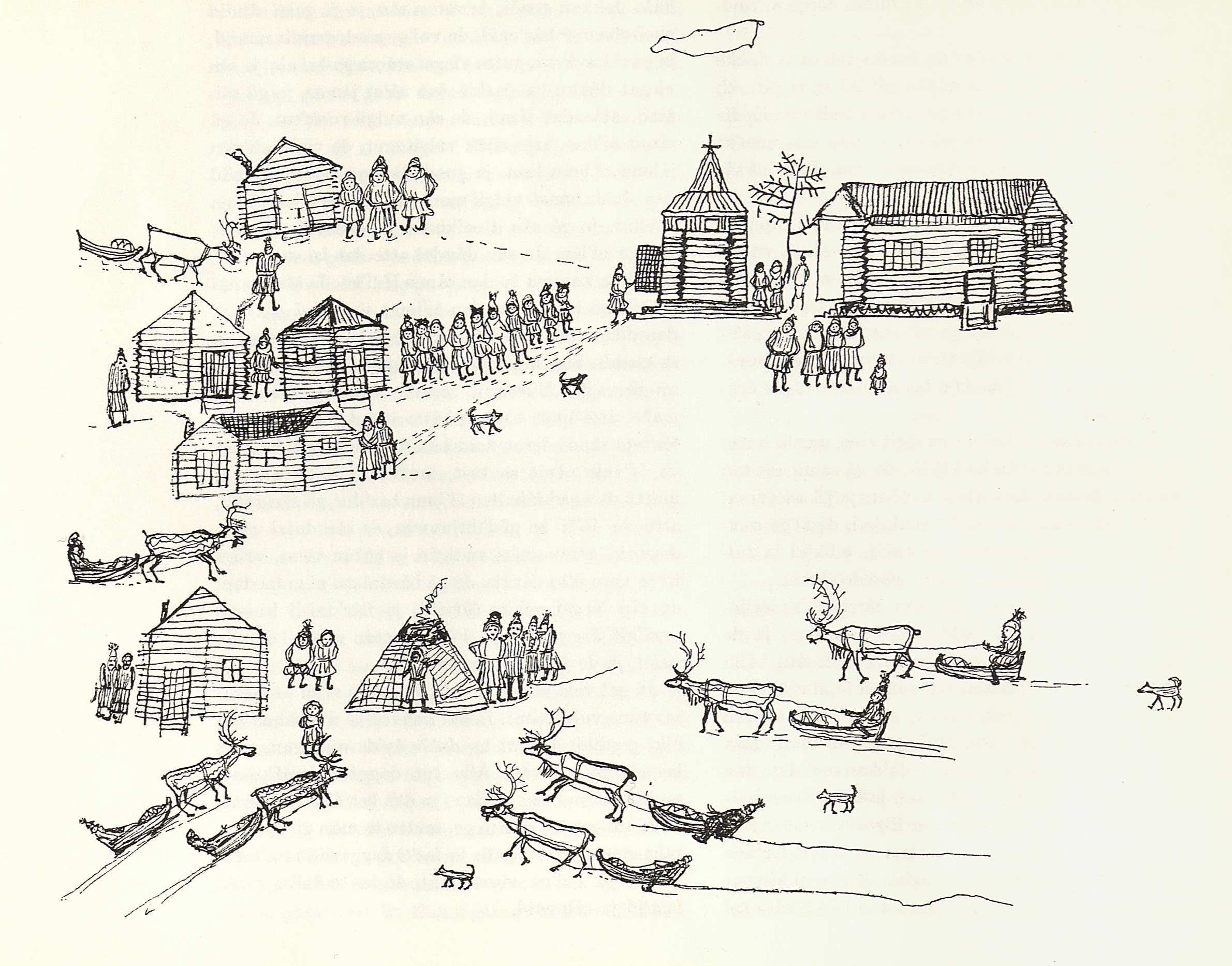
Jukkasjärvi kyrka, av Johan Turi

Jukkasjärvi kyrka är en kyrkobyggnad i Jukkasjärvi i Luleå stift. Den är församlingskyrka i Jukkasjärvi församling.

## Kyrkobyggnaden
Jukkasjärvi kyrka är den äldsta bevarade kyrkan i Lappland och är känd för sin altartavla, skulpterad av Bror Hjorth.
Kyrkan uppfördes 1607–1608 och färdigställdes 1785. Mittenpartiet av Jukkasjärvi kyrka byggdes omkring 1607 medan det nuvarande koret och vapenhuset tillkom 1726, då kyrkan byggdes om. Den fristående klockstapeln byggdes under 1740-talet och orgelläktaren färdigställdes 1785. I samband med reparationen av kyrkan 1907 togs trägolvet upp och blottade 87 gravplatser därunder.

## Inventarier
- Bror Hjorth gjorde altartavlan som är en gåva från LKAB. Den överlämnades i samband med kyrkans 350-årsjubileum 1958. Altartavlan är en triptyk, skuren i teakträ. I mitten finns en Kristusgestalt och på sidomålningarna får man möta en del av prästen Lars Levi Laestadius liv. Inför invigningen av altartavlan ville Bror Hjorth ha en dopfunt i kyrkan. Jukkasjärvibon Vilhelm Isaksson fick uppgiften att tillverka en. Han fick endast använda yxa som redskap enligt Bror Hjorth.

- Till höger i kyrkan hänger ett votivskepp i form av en forsbåt. Sådana användes på Torne älv för att transportera passagerare över vattnet. Den 1 meter långa skulpturen är utförd av Thomas Qvarsebo 2006. Den inköptes med anledning av kyrkans 400-årsjubileum.

### Orgel
- År 1954 byggde Grönlunds Orgelbyggeri i Gammelstad en mekanisk orgel. Innan denna orgel byggdes, användes ett harmonium i kyrkan.

| Manual I       | Manual II     | Pedal      | Koppel |
| Rörflöjt 8´    | Kvintadena 8´ | Subbas 8´  | I/P    |
| Principal 4´   | Rörflöjt 4´   | Flöjt 4´   | II/P   |
| Gedackt 4´     | Principal 2´  | Fagott 16´ | II/I   |
| Blockflöjt 2'´ | Kvinta 1 1/3' |            |        |
| Scharf III     |               |            |        |

- Den nuvarande orgeln invigdes av ärkebiskop Gunnar Weman 1997 och är byggd av Grönlunds orgelbyggeri i Gammelstad. Den konstnärliga utsmyckningen av orgelfasaden utfördes av konstnären Lars-Levi Sunna. Fasaden har solen och det kristna korset i centrum. Orgeln är gjord av masurbjörk, renhorn och rågarvat skinn. Även tangentbordet är utfört i björk och renhorn. Registret är utsmyckat med olika tecken tagna från den samiska mytologin.

## Galleri

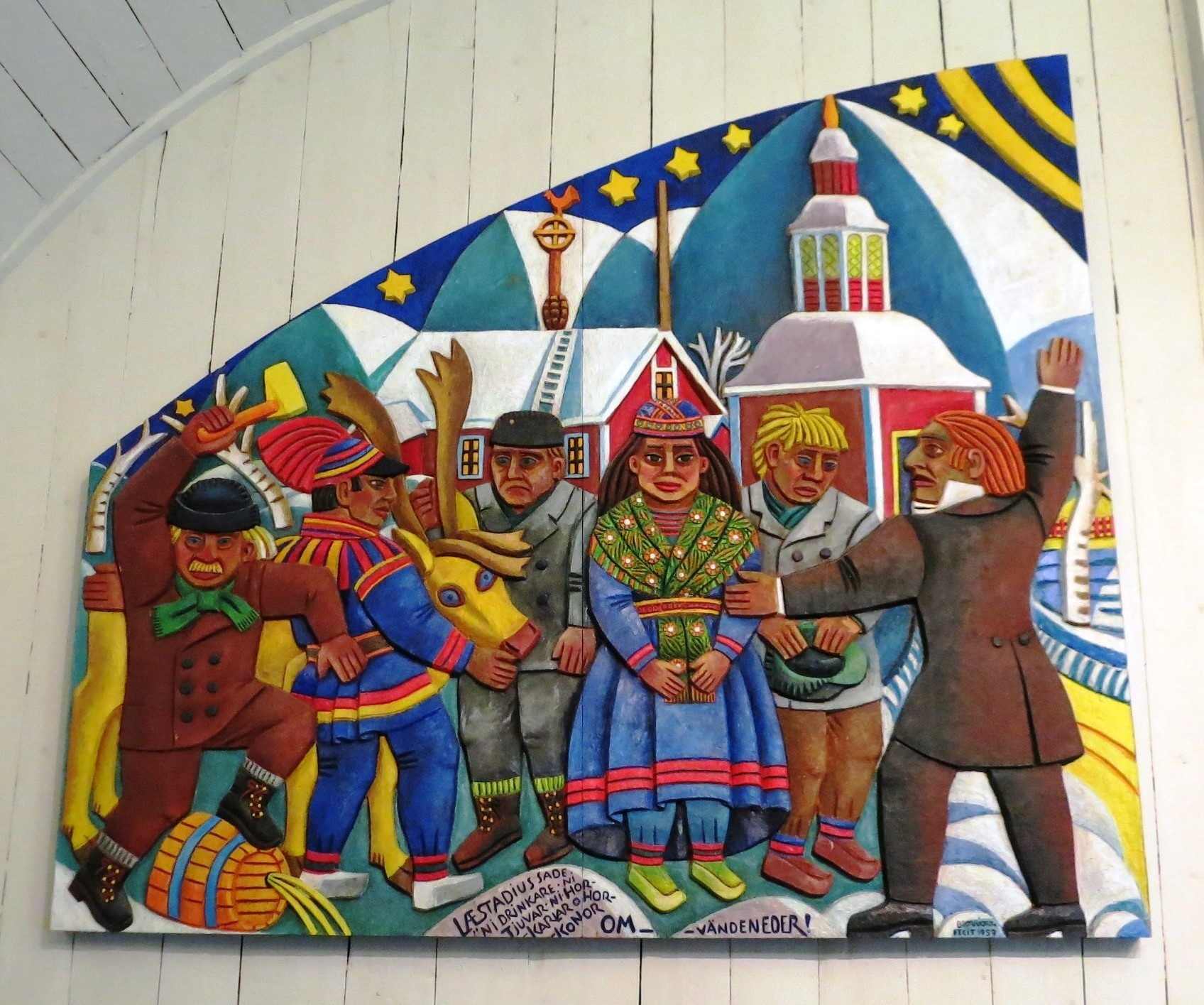
Vänsterdel av altartavlan av Bror Hjorth
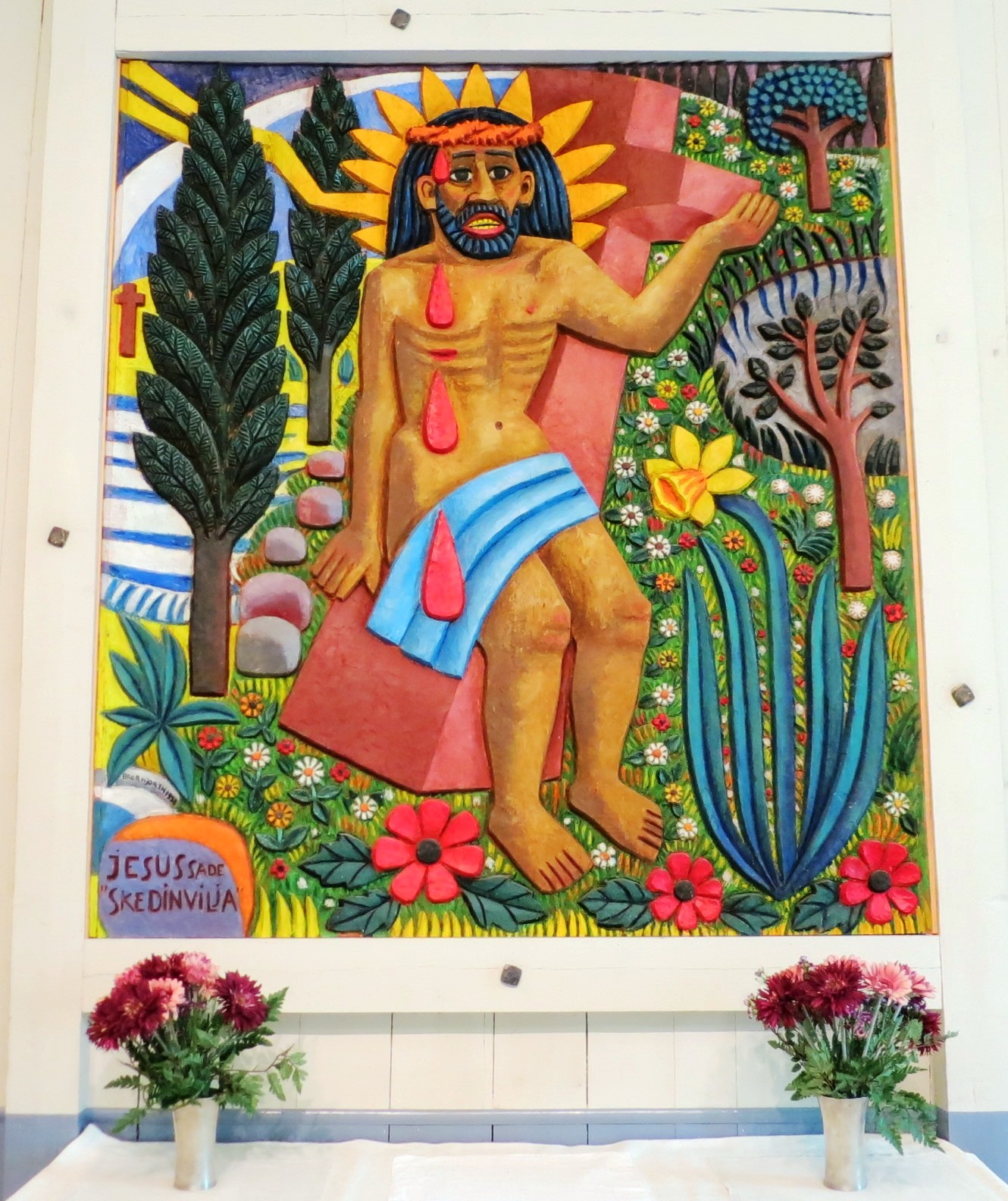
Mittdel av altartavlan av Bror Hjorth
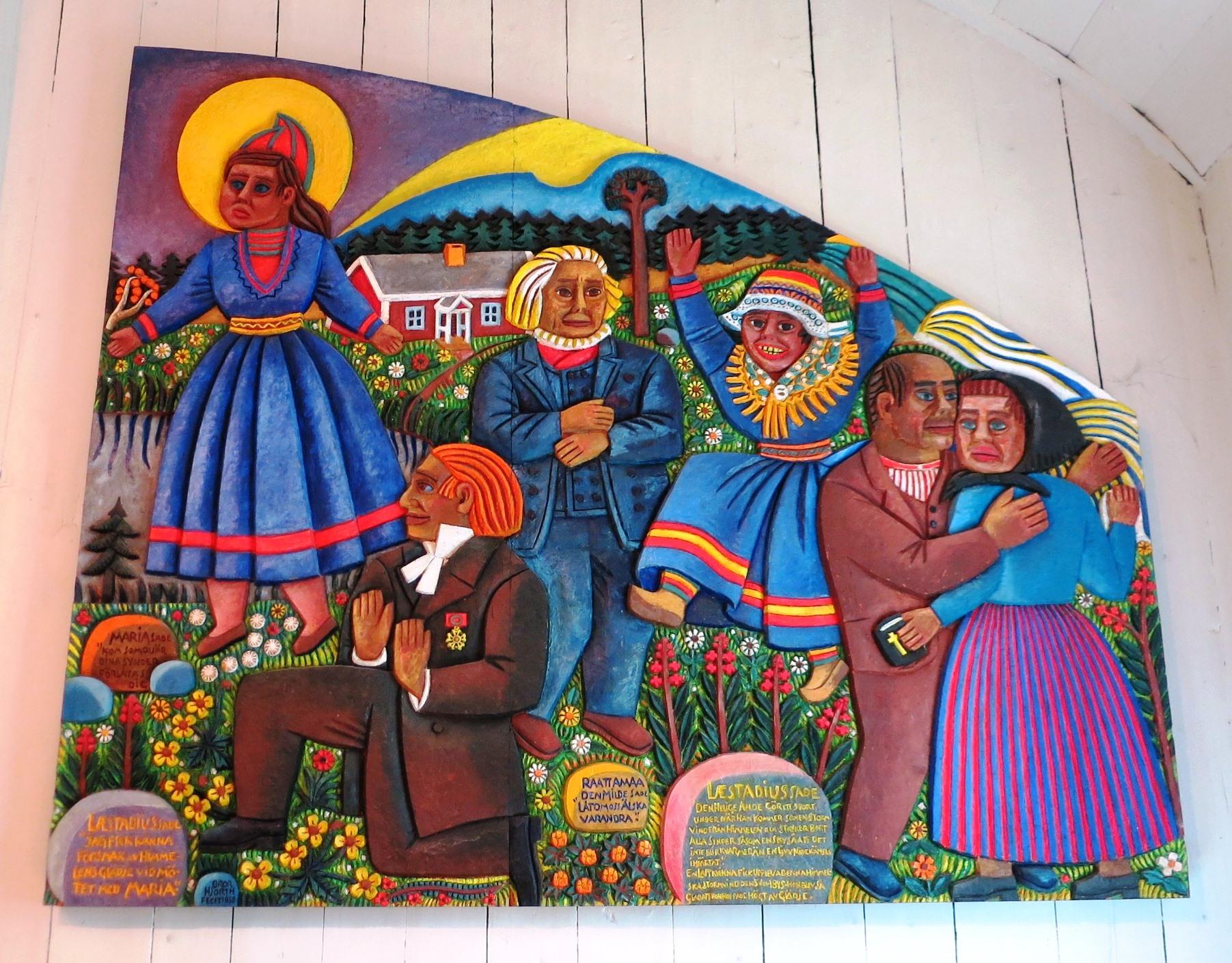
Högerdel av altartavlan av Bror Hjorth
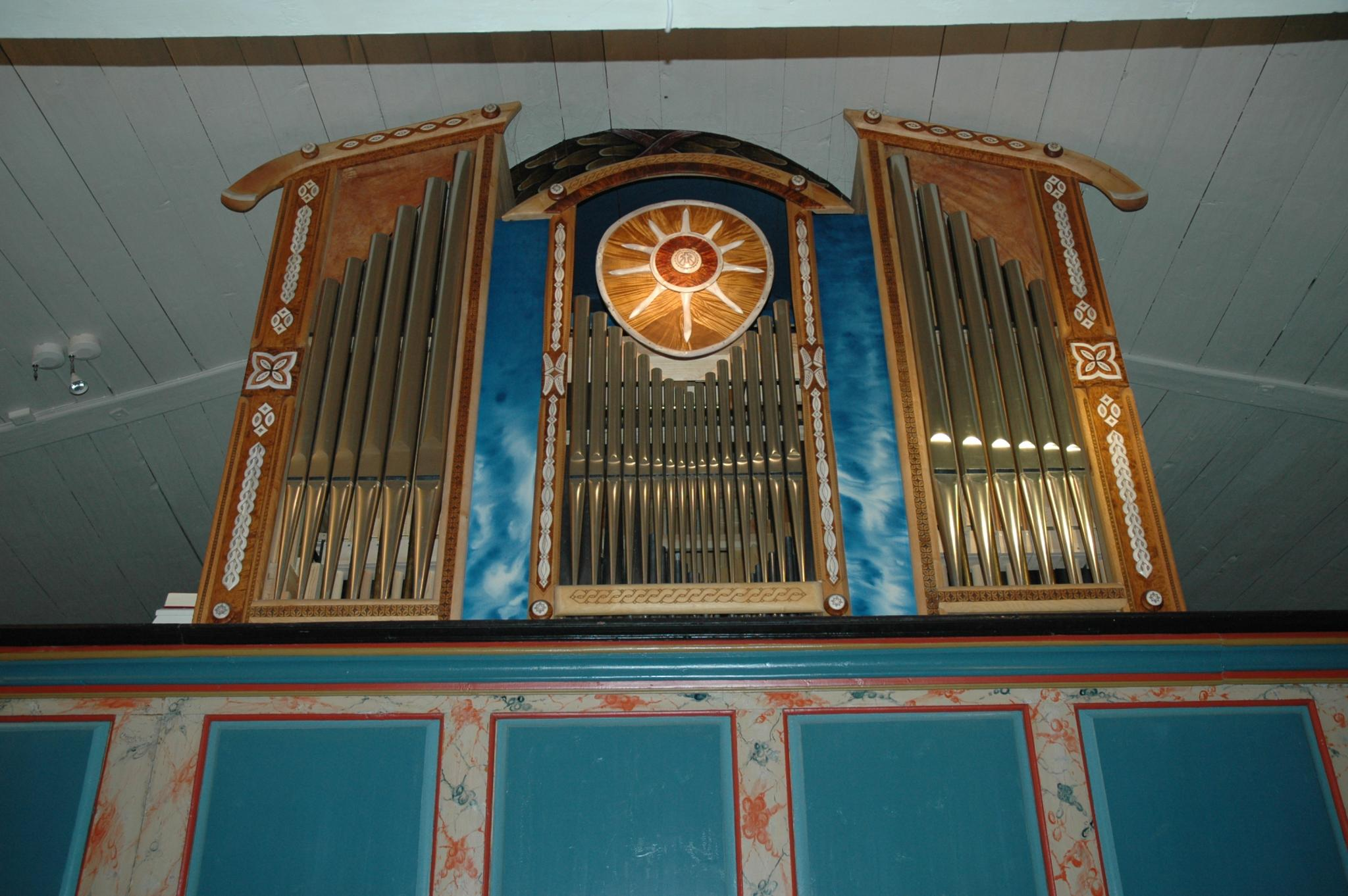
Orgeln i Jukkasjärvi kyrka
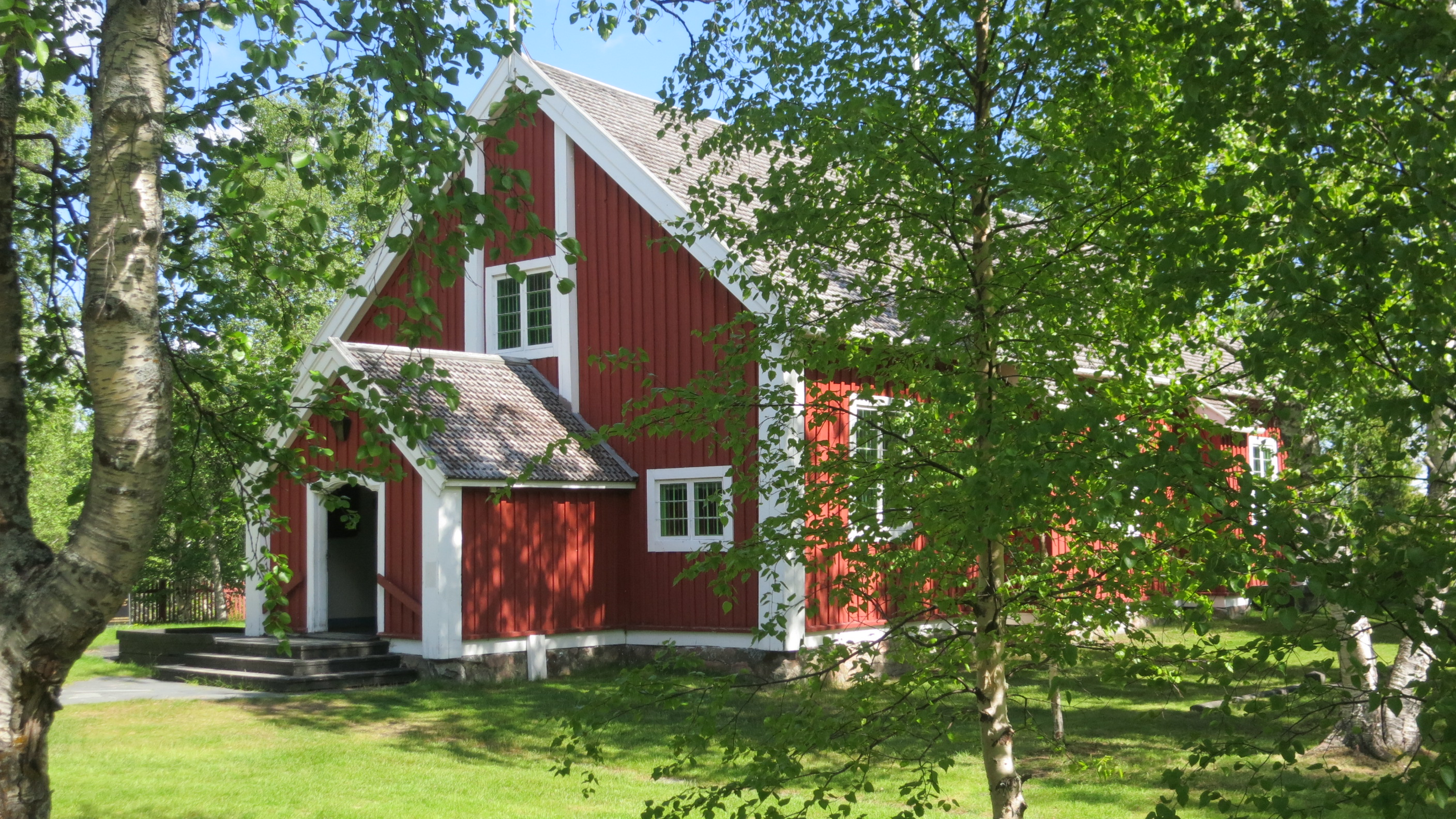
Jukkasjärvi kyrka, exteriör
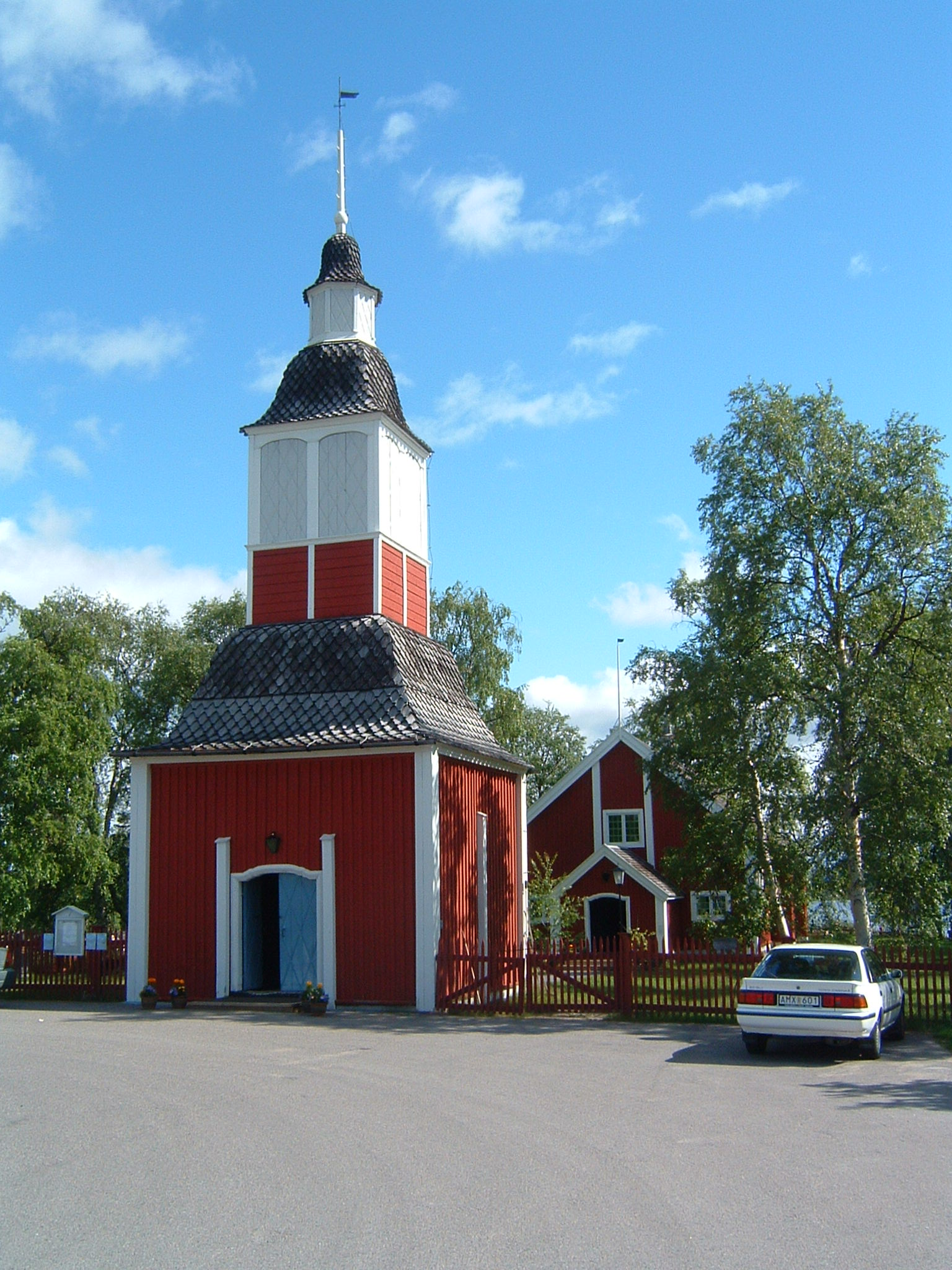
Jukkasjärvi kyrka, klocktornet